# 뉴욕 라이브러리에서
《뉴욕 라이브러리에서》(영어: Ex Libris - The New York Public Library)는 2017년 9월 개봉한 미국의 다큐멘터리 영화이다.
 프레더릭 와이즈먼이 감독을 맡았다.
 런던 국제영화제는 2017년 10월 11일에 미국은 2017년 9월 13일에 대한민국은 2018년 10월 11일에 개봉되었다.

## 줄거리
123년의 역사, 92개 분점, 12주간의 기록

명품 다큐 제작진 와이즈먼 사단,

철학이 살아 숨쉬고 예술이 꿈틀거리는 뉴욕의 심장부를 담다!

TIP. 뉴욕 공립도서관(New York Public Library):

세계 5대 도서관이자 뉴요커들에게 사랑 받는 뉴욕의 명소

## 출연진
- 리처드 도킨스 - 본인 역
- 엘비스 코스텔로 - 본인 역
- 패티 스미스 - 본인 역
- 에드먼드 드 바알 - 본인 역
- 캐럴린 엥거 - 본인 역
- 마일즈 호지즈 - 본인 역
- 폴 홀든그래버 - 본인 역
- 유세프 코무냐카 - 본인 역
- 앤서니 마르크스 - 본인 역
- 칼릴 지브란 무함마드 - 본인 역
- 캔디스 브로우커 펜 - 본인 역
- 제시카 스트랜드 - 본인 역